# Ernst Karl Weber
Ernst Karl Weber (* 22. Oktober 1880 in Zürich; † 13. Juli 1973 ebenda), reformiert, heimatberechtigt seit 1901 in Zürich, war ein Schweizer Astronom und Kartograph.

## Leben
Ernst Karl Weber hatte sächsische Vorfahren, sein Vater war Heinrich Friedrich Weber. Nach der  Reifeprüfung 1899 absolvierte er ein Bauingenieursstudium an der ETH Zürich, das er 1904 mit dem Erwerb des akademischen Grades eines Dipl.-Ing. abschloss. Weber bekleidete in der Folge eine Assistentenstelle an der dortigen Eidgenössischen Sternwarte, später war er im Rahmen von Vorstudien für den Bau der Mont-Blanc-Bahn tätig.
1908 wechselte Weber als Volontär an die russische Hauptsternwarte Pulkowo bei Sankt Petersburg. 1909 und 1910 beteiligte er sich im Auftrag der Akademie der Wissenschaften Sankt Petersburg an einer Expedition, die die rund 6000 km lange ostsibirische Eismeerküste vermessen und kartographisch aufbereiten sollte. Seine Arbeiten bildeten die Grundlage für die ersten zuverlässigen Karten der dortigen Küstengebiete.
Nach Vermessungsarbeiten in Südostasien, Australien und Rumänien war er von 1934 bis 1939 Professor für Geodäsie in Istanbul, von 1939 bis 1944 an der Forstfakultät der Universität Istanbul. 1947 bis 1955 war er Professor für Geodäsie am Robert College in Istanbul, dann von 1955 bis 1957 am Engineering College in Bagdad. 1957 kehrte er in die Schweiz zurück. Weber, der zweimal verheiratet war, verstarb 1973 in seinem 93. Lebensjahr in seiner Heimatstadt Zürich.
Nach Ernst Karl Weber wurde ein Kap südlich der Wrangelinsel benannt.

## Publikation
- mit Ernst Niggli, Fritz Gassmann: Die magnetische Anomalie westlich von Locarno. In: Schweizerische Mineralogische und Petrographische Mitteilungen. 29, 1949, S. 492–510.